# Sidi M'Hamed (distrito)
Sidi M'Hamed é um distrito localizado na província de Argel, no norte da Argélia.[carece de fontes?]

## Municípios
O distrito está dividido em quatro municípios:
- Sidi M'Hamed
- El Madania
- El Mouradia
- Alger Centre